# Fraissinet-de-Lozère
Fraissinet-de-Lozère är en kommun i departementet Lozère i regionen Occitanien i södra Frankrike. Kommunen ligger i kantonen Le Pont-de-Montvert som tillhör arrondissementet Florac. År 2018 hade Fraissinet-de-Lozère 198 invånare.

## Befolkningsutveckling
Antalet invånare i kommunen Fraissinet-de-Lozère
| Referens: INSEE |